# Cristian Moreni
Cristian Moreni, né le 21 novembre 1972 à Asola, dans la province de Mantoue en Lombardie, est un coureur cycliste italien, professionnel de 1998 à 2007.

## Biographie
Cristian Moreni fait ses débuts dans le peloton professionnel en 1998 au sein de l'équipe italienne Brescialat. Il totalise huit victoires dans sa carrière professionnelle.
À l'issue de la 11e étape du Tour de France 2007 reliant Marseille à Montpellier, Moreni est contrôlé positif à la testostérone exogène avant d'être exclu de la compétition. Son équipe Cofidis, récente cofondatrice du MPCC, se retire également du Tour de France au soir de l'étape. Les coureurs et le directeur sportif sont interrogés par la gendarmerie et ont fait l'objet de perquisitions au sein de l'hôtel chargé de les accueillir. Jérôme Pineau de l'équipe Bouygues déclare au sujet de l'italien : « Moreni ? C'est un voyou […] Moi, si j'ai un type qui fait ça dans mon équipe, je lui fiche mon poing dans la g… Faut vraiment penser qu'à soi pour faire ça, être égoïste ! ». Un autre coureur français, Mickaël Delage, révèle avoir subi des intimidations de la part de Moreni à la suite de ses propos sur Patrik Sinkewitz, rattrapé par la patrouille : « Depuis cette histoire, il me regardait méchamment. Je l'avais même dit à mon directeur sportif Marc Madiot, qui est allé lui dire de se calmer un peu. »
Son fils Gabriele a également été coureur cycliste. 

## Palmarès

### Palmarès amateur
- 1995
  - Coppa Ciuffenna
  - Gran Premio Ezio Del Rosso
- 1996
  - 9e étape du Tour du Táchira
  - Coppa Caduti di Reda
  - 2e du Trofeo Salvatore Morucci
- 1997
  - Gran Premio Nonantola
  - 2e étape du Tour des Abruzzes
  - 2e du Tour des Abruzzes
  - 3e de Milan-Tortone

### Palmarès professionnel
| - 1999 - 17e étape du Tour d'Espagne - 3e du Grand Prix de la ville de Rennes - 2000 - 2e étape du Tour d'Italie - 2001 - 2e étape du Tour de Castille-et-León - 6e du Championnat de Zurich - 2002 - 7e de la HEW Cyclassics - 2003 - Tour de Vénétie - 1re étape du Regio-Tour - 2e de la Coppa Agostoni - 3e du Regio-Tour - 7e de la Flèche wallonne - 10e du Championnat de Zurich | - 2004 - Champion d'Italie sur route - 1re étape de la Route du Sud - 2005 - 1re étape du Tour de l'Ain - 3e de la Japan Cup - 7e du Grand Prix de Plouay - 2006 - 4e du Tour de Lombardie - 5e de la Classique de Saint-Sébastien - 6e du Championnat de Zurich - 7e du Tour de Pologne |  |

## Résultats sur les grands tours

### Tour de France
3 participations
- 2002 : 66e
- 2006 : 44e
- 2007 : exclu pour dopage

### Tour d'Italie
6 participations
- 2000 : abandon (12e étape), vainqueur de la 2eétape,  maillot rose pendant 3 jours
- 2002 : 28e
- 2003 : abandon (12e étape)
- 2004 : 25e
- 2005 : 53e
- 2006 : abandon (7e étape)

### Tour d'Espagne
6 participations
- 1998 : abandon (7e étape)
- 1999 : 54e, vainqueur de la 17e étape
- 2000 : 65e
- 2001 : 68e
- 2003 : 49e
- 2004 : abandon (18e étape)